# Gelatinefabriek (Hasselt)
De Gelatinefabriek was een bedrijf in Hasselt dat van 1893 tot 1969 heeft bestaan.
De fabriek was gevestigd aan de in 1858 gegraven Kanaalkom in het noorden van de stad en was tot 1955, met de komst van Philips, de grootste werkgever van Hasselt.

## Geschiedenis

### Fabriek
In 1893 richtten de industriëlen Hertz en Wolff de Société des Produits Chimiques de Hasselt op. Op het terrein waar ooit de Broekermolen had gestaan, produceerden zij reeds lijm en gelatine. In de nieuwe fabriek werden daarnaast ook chemische producten en meststoffen vervaardigd. De grondstoffen daarvoor waren dierenhuiden en -beenderen. Het hoofdproduct, gelatine, werd in vellen of in poedervorm geleverd en was bestemd voor de voedingsmiddelen- en de fotografische industrie (onder andere voor Gevaert, opgericht in 1894). De productie van lijm werd echter na een fabrieksbrand in 1927 stopgezet.
In 1910 werd de ‘‘Société Fermière des Etablissements Humbert’’ uit Vilvoorde overgenomen; ze zou voortaan ‘‘Société des Gélatines de Vilvorde’’ heten. Beide fabrieken fuseerden in 1919 tot de ‘‘S.A. Gélatines Hasselt-Vilvorde’’. Omstreeks 1925 nam het Hasseltse bedrijf ook nog de gelatinefabriek Hyon over. In de jaren 30 was het de grootste producent ter wereld.
Op haar hoogtepunt in 1954 werkten in de Hasseltse fabriek 300 mensen. Daarna verminderde dit aantal langzamerhand. Het bedrijf kwam in handen van het Franse chemieconcern Rousselot-Kuhlmann, dat de productie wilde concentreren in Gent, waar ze ook nu nog plaatsvindt. De sluiting op 30 juni 1969 betekende het ontslag van 260 mensen.

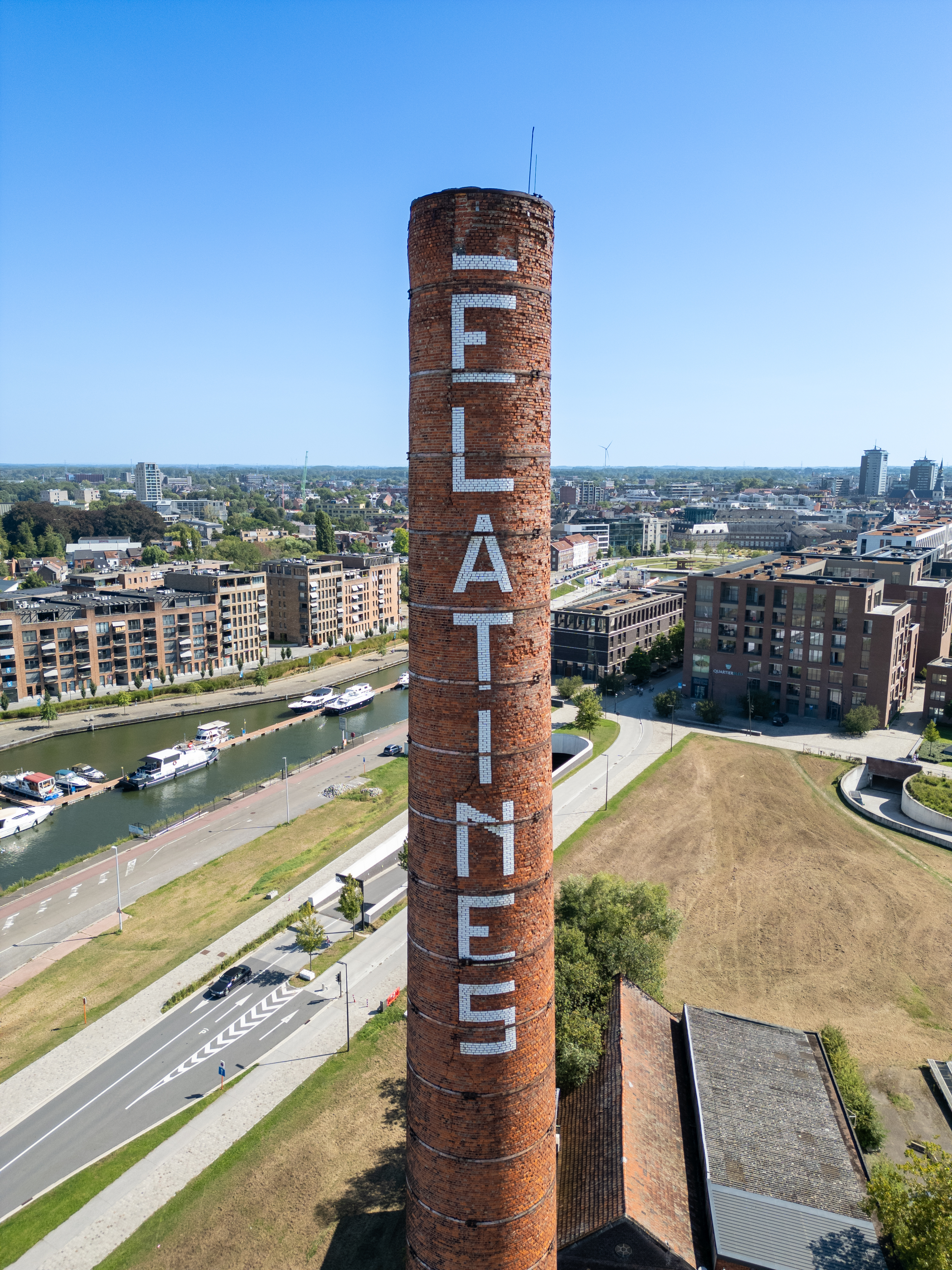
De toren van de Gelatinefabriek

### Na de sluiting
Sinds de sluiting van de fabriek verkeerden de gebouwen in slechte staat. Ze deden dienst als opslagruimte en kantoorruimte.
Kunstenaar Koen Vanmechelen had voor enige tijd zijn atelier en een museum gevestigd aan de Armand Hertzstraat 35, een gebouw op het terrein van de voormalige Gelatinefabriek. Hij deelde dit met collega-kunstenaar Alfredo De Gregorio totdat deze in 2011 naar Kasteel Borghoven in Tongeren verhuisde. Vanmechelen huisvestte in dit deel van de oude fabriek de Open University of Diversity (OpUnDi), een project dat kunstenaars en wetenschappers uit verschillende disciplines samenbrengt om na te denken rond diversiteit. In 2013 verhuisde Vanmechelen zijn atelier naar Genk.
Sinds 2016 is het gebied rond de Hasseltse Kanaalkom omgevormd tot de Blauwe Boulevard/Quartier Bleu, een woon- en winkelruimte met ruimte voor horeca en kantoren.

### Afbraak en brand
In januari 2020 begonnen de afbraakwerkzaamheden van de oude Gelatinefabriek. Enkel de 60 meter hoge toren en het voormalige atelier van Koen Vanmechelen bleven bewaard.
Op 12 april 2022 brak er een brand uit in de overgebleven gebouwen van de voormalige Gelatinefabriek, waaronder het voormalige atelier van Koen Vanmechelen. De stad besliste enkele maanden later om een groot deel van de resterende fabrieksgebouwen te slopen vanwege de veiligheidsrisico’s.

### Ontwikkeling tot nieuwe wijk
Op de Hasseltse gemeenteraad van 28 november 2023 werd de komst van een nieuwe wijk rond de oude Gelatinefabriek besproken. De plannen omvatten ongeveer 100 woningen, waarvan 20 tot 30 procent wordt voorbehouden voor starters en sociale huisvesting. De oude fabriek zelf zal het kloppend hart vormen, met ruimte voor cultuur en ateliers.
Het Hasseltse gemeentebestuur heeft grote plannen voor de site, die het centrum moet worden van een nieuwe wijk. “In eerste instantie gaat het om het stuk vlak achter Quartier Bleu”, aldus Marc Schepers, schepen van Ruimtelijke Ordening (Vooruit). De overgebleven ruimte moet een ontmoetingsplek worden met ruimte voor ateliers en cultuur. De invulling wordt samen met de buurt bepaald via een participatieproject. Op 2 december 2023 vond een eerste infovergadering plaats in de fabriek zelf.
Rond de fabriekssite komen volgens de huidige plannen ongeveer 100 appartementen. Belangrijk daarbij is dat er een vijfde minder gebouwd zal worden dan wat maximaal toegelaten is, om meer licht, groen en kwaliteit in het project te brengen. Daarnaast is met de ontwikkelaars overeengekomen dat 20 tot 30 procent van de woningen bestemd zullen zijn voor starters, sociale huisvesting en mensen met een kleiner budget.
De nieuwe invulling van de oude fabriek maakt deel uit van het grotere ruimtelijk uitvoeringsplan ‘Blauwe Boulevard’, dat vastlegt hoe de stad aan beide kanten van de kanaalkom kan ontwikkelen. Het opknappen van de fabriek is een eerste van vijf fasen aan de kant van Quartier Bleu. De stad hoopt dat tegen het begin van 2024 de nodige vergunningen kunnen worden aangevraagd.

## Gebouwen
Het fabrieksterrein was 5 hectare groot, waarvan 3,5 hectare bebouwd was. De meeste gebouwen werden tussen 1894 en 1896 opgericht. Kenmerkend was de rij lange hallen die evenwijdig aan het water lagen. Ook was er een ketelhuis met twee hoge schoorstenen. Ingebouwd bevond zich een vierkante watertoren met een golfplaten dak. De fabrieksbrand van 30 september 1927 vernietigde de meeste gebouwen. De heropbouw gebeurde weinig planmatig. In 1935 kwam er een schoorsteen van 45 meter hoogte, die in 1945 werd vervangen door een van 90 meter hoogte, later ingekort tot 60 meter.